# Timo Bader
Timo Bader (* 10. Juli 1983 in Mutlangen) ist ein Autor phantastischer Romane. Er arbeitet als Lehrer am Max-Planck-Gymnasium Schorndorf.
Im Mai 2000 wurde er als 17-Jähriger bei der Interaktiven Fortsetzungsgeschichte auf www.derclub.de mit Wolfgang Hohlbein als einziger Autor von der Jury zweimal ausgewählt. Die komplette Geschichte mit dem Titel „Im Schatten der Sonne“ wurde in der „Wolfgang Hohlbein Fantasie Selection 2001“ des Weitbrecht Verlags veröffentlicht.
Nach Abitur und Zivildienst studierte er Germanistik/Amerikanistik an der Universität Stuttgart. Neben der Schule und dem Studium verfasste er zahlreiche Kurzgeschichten und Gedichte für Literaturmagazine, Anthologien und das Internet.
Dadurch weckte Timo Bader das Interesse von Alisha Bionda, Fantasy-Autorin und Herausgeberin der Literaturzeitschrift „Headline“. Kurze Zeit später gestaltete Alisha Bionda mit ihm als erstem und einzigem Autor unter 18 Jahren einen kompletten Autorenblock für die Sonderausgabe der „Headline“ zum Thema „Fantasy“.
Beim Buchmesse Convent 2003, am 11. Oktober 2003, erschien das Erstlingswerk des damals 20-Jährigen mit dem Titel „Die CELLAR-Trilogie Band 1 – Der Gyt“. Im Februar 2004 folgte der Fortsetzungsband mit dem Titel „Die CELLAR-Trilogie Band 2 – Firan Konflikt“. Mit DRIMAXID Band 1 – Die Zelle startete am 27. April 2004 ein neuer Science-Fiction-Vierteiler unter der Federführung von Timo Bader beim Go-Verlag. Timo Baders Erstlingswerk „Die CELLAR-Trilogie Band 1 – Der Gyt“ wurde im Sommer 2004 von den Besuchern der Website www.phantastik-news.de in der Kategorie „Bestes Roman-Debüt National“ für den Deutschen Phantastik Preis 2004 nominiert.
Im August 2004 fand die „CELLAR“-Trilogie mit „Die CELLAR-Trilogie Band 3 – Die Heimkehr“ einen Abschluss. Noch im selben Monat erschien der Fantasy-Roman „Die Letzte Dienerin“ bei INTRAG Publishing. Januar 2005 erschien „DRIMAXID Band 2 – Welt der Mutanten“, Juni 2005 „DRIMAXID Band 3 – Hypnos Feinde“.
Zusammen mit dem österreichischen Autor Jürgen K. Brandner war Timo Bader als Herausgeber des dritten Bandes der „Edition Geschichtenweber“ des Web-Site-Verlags mit dem Titel „WILDES LAND“ verantwortlich. Der vierte und abschließende Band der „DRIMAXID“-Tetralogie (Titel: „DRIMAXID Band 4 – Antara“) wurde im Oktober 2005 veröffentlicht. Im November 2005 veröffentlichte der Web-Site-Verlag die zweite Anthologie unter der Herausgeberschaft von Timo Bader: „OPTATIO ONYX“.
Im April 2012 veröffentlichte Bader aus Anlass des Stadtjubiläums von Schwäbisch Gmünd seinen ersten historischen Roman Im Bann der Staufer.

## Werke
- Der Gyt (Die CELLAR-Trilogie 1), Go-Verlag, ISBN 3-935953-14-3
- Firan-Konflikt (Die CELLAR-Trilogie 2), Go-Verlag, ISBN 3-935953-15-1
- Die Heimkehr (Die CELLAR-Trilogie 3), Go-Verlag, ISBN 3-935953-16-X
- Die Letzte Dienerin (Arosh Thar 4), Intrag Publishing, ISBN 0-974-97227-4
- Die Zelle (Die DRIMAXID-Tetralogie 1), Go-Verlag, ISBN 3-935953-18-6
- Welt der Mutanten (Die DRIMAXID-Tetralogie 2), Kleinbuch-Verlag, ISBN 3-935953-20-8
- Hypnos Feinde (Die DRIMAXID-Tetralogie 3), Kleinbuch-Verlag, ISBN 3-935953-22-4
- Antara (Die DRIMAXID-Tetralogie 4), Kleinbuch-Verlag, ISBN 3-935953-23-2
- Die Beschwörung der Drei (Baphomet 1), Kleinbuch-Verlag, ISBN 3-935953-25-9
- Wildes Land (Edition Geschichtenweber 1), Web-Site-Verlag, ISBN 3-935982-39-9
- Optatio Onyx (Edition Geschichtenweber 2), Web-Site-Verlag, ISBN 3-935982-52-6
- Im Bann der Staufer. Historischer Roman, einhorn-Verlag, ISBN 978-3-936373-67-7
- Die Chronistin der Staufer. Historischer Roman, einhorn-Verlag, Schwäbisch Gmünd 2013, ISBN 978-3-936373-80-6
- Das Vermächtnis der Staufer. Historischer Roman, einhorn-Verlag, Schwäbisch Gmünd 2016, ISBN 978-3-95747-032-4
- Siebenmord. Thriller, einhorn-Verlag, Schwäbisch Gmünd 2019, ISBN 978-3957470867

## Auszeichnungen
- Scheffelpreis 2003 für: „Besondere Leistungen im Fach Deutsch und gute literarische Kenntnisse“ (verliehen von der Literarischen Gesellschaft)
- Nominierung 2004 für: Der Gyt; nominiert in der Sparte „Bestes Roman Debüt National“ (verliehen von den Lesern der Phantastik-News)